# Pierre Howard
Pierre D. Howard (* 3. Februar 1943 in Decatur, Georgia) ist ein US-amerikanischer Politiker. Zwischen 1991 und 1999 war er Vizegouverneur des Bundesstaates Georgia.

## Werdegang
Pierre Howard ist der Enkel des Kongressabgeordneten William S. Howard (1875–1953). Nach einem Jurastudium an der University of Georgia und seiner Zulassung als Rechtsanwalt begann er in diesem Beruf zu arbeiten. Gleichzeitig schlug er als Mitglied der Demokratischen Partei eine politische Laufbahn ein. Zwischen 1972 und 1990 gehörte er dem Senat von Georgia an. Dort war er 16 Jahre lang Vorsitzender des Senate Human Resources Committee.
Im Jahr 1990 wurde Howard an der Seite von Zell Miller zum Vizegouverneur Georgias gewählt. Dieses Amt bekleidete er nach einer Wiederwahl zwischen dem 13. Januar 1991 und dem 11. Januar 1999. Sein politischer Schwerpunkt lag im Bereich der Familienpolitik. Bei den Präsidentschaftswahlen des Jahres 1992 war er einer der demokratischen Wahlmänner, die Bill Clinton offiziell zum Präsidenten wählten. Im Jahr 1997 stieg er in den Vorwahlkampf seiner Partei für die anstehende Gouverneurswahl ein. Mitten in diesem Wahlkampf gab er aber seinen Verzicht auf eine Kandidatur bekannt. Als Grund wurde eine zu große familiäre Belastung angegeben. Howard ist seit 1974 mit Nancy Barnes verheiratet, mit der er zwei erwachsene Kinder hat.